# 일산로 (고양시)
일산로(Ilsan-ro)는 경기도 고양시 일산동구 백석동 고양우편집중국사거리에서 고양시 일산서구 대화동 장성3단지삼거리를 잇는 도로이다.

## 주요 경유지
경기도
- 고양시 일산동구 (백석동. 마두동 . 정발산동) - 일산서구 (일산동 . 대화동)

## 노선
| 이름                       | 접속 노선     | 소재지 | 소재지   | 소재지   | 비고 |
| -------------------------- | ------------- | ------ | -------- | -------- | ---- |
| 고양우편집중국 사거리      | 호수로        | 고양시 | 일산동구 | 백석동   |      |
| 백석역사거리               | 중앙로        | 고양시 | 일산동구 | 백석동   |      |
| 일산병원사거리             | 강송로        | 고양시 | 일산동구 | 백석동   |      |
| 백송10단지사거리           | 일산로135번길 | 고양시 | 일산동구 | 백석동   |      |
| 백석1동행정복지센터 사거리 | 백석로        | 고양시 | 일산동구 | 백석동   |      |
| 백마2.3단지사거리          | 강촌로        | 고양시 | 일산동구 | 마두동   |      |
| 마두1동사거리              | 백마로        | 고양시 | 일산동구 | 마두동   |      |
| 국립암센터사거리           | 정발산로      | 고양시 | 일산동구 | 마두동   |      |
| 마두도서관사거리           | 율천로        | 고양시 | 일산동구 | 마두동   |      |
| 저동고교사거리             | 무궁화로      | 고양시 | 일산동구 | 정발산동 |      |
| 후곡18단지사거리           | 고봉로        | 고양시 | 일산서구 | 일산동   |      |
| 일산3동행정복지센터 사거리 | 강산로        | 고양시 | 일산서구 | 일산동   |      |
| 후곡마을사거리             | 후곡로        | 고양시 | 일산서구 | 일산동   |      |
| 문촌로사거리               | 킨텍스로      | 고양시 | 일산서구 | 대화동   |      |
| 대진고교사거리             | 대산로        | 고양시 | 일산서구 | 대화동   |      |
| 장성초교사거리             | 강성로        | 고양시 | 일산서구 | 대화동   |      |
| 대화역사거리               | 중앙로        | 고양시 | 일산서구 | 대화동   |      |
| 장성2단지사거리            | 주화로        | 고양시 | 일산서구 | 대화동   |      |
| 장성3단지삼거리            | 호수로        | 고양시 | 일산서구 | 대화동   |      |